# North Wootton (Somerset)
North Wootton is een civil parish in het bestuurlijke gebied Mendip, in het Engelse graafschap Somerset met 317 inwoners.